# الهيئة السعودية للبيانات والذكاء الاصطناعي
الهيئة السعودية للبيانات والذكاء الاصطناعي المعروفة اختصاراً باسم سدايا (SDAIA)، هي هيئة حكومية سعودية أنشئت بأمر ملكي بتاريخ 1440/12/29هـ الموافق 30 أغسطس 2019 م، وترتبط مباشرةً برئيس مجلس الوزراء، ويرأس مجلس إدارتها رئيس مجلس الوزراء، ويلحق بها «المركز الوطني للذكاء الاصطناعي»، و«مكتب إدارة البيانات الوطنية» اللذين أنشئا معها، ويرتبطان بها تنظيميًا، إضافةً إلى مركز المعلومات الوطني.

## المهام
تعمل سدايا على تطوير إستراتيجية السعودية للبيانات والذكاء الاصطناعي، وتلعب دورا في خلق قطاعات اقتصادية متنوعة، كما تتولى مهام تطوير الكوادر السعودية في مجال البيانات.

## أعضاء مجلس الإدارة[5]
| الاسم                                          | المنصب                         |
| ---------------------------------------------- | ------------------------------ |
| الأمير/ محمد بن سلمان بن عبدالعزيز آل سعود     | رئيس مجلس الإدارة              |
| الأمير/ عبد العزيز بن سعود بن نايف آل سعود     | عضو                            |
| الأمير/ عبد الله بن بندر بن عبد العزيز آل سعود | عضو                            |
| الدكتور/ مساعد بن محمد العيبان                 | عضو                            |
| الدكتور/ ماجد بن عبد الله القصبي               | عضو                            |
| الأستاذ/ محمد بن عبد الله الجدعان              | عضو                            |
| المهندس/ عبد الله بن عامر السواحه              | عضو                            |
| الأستاذ/ فيصل بن فاضل الإبراهيم                | عضو                            |
| الأستاذ/ خالد بن علي الحميدان                  | عضو                            |
| الأستاذ/ عبد العزيز بن محمد الهويريني          | عضو                            |
| الدكتور/ عبد الله بن شرف الغامدي               | أمين مجلس الإدارة، رئيس الهيئة |
| الأستاذ/ حمود بن بداح المريخي                  | عضو                            |

## الإنجازات
- في 26 مارس 2020، دخلت الهيئة التاريخ بتشغيل أول قمة افتراضية لمجموعة العشرين وذلك من خلال تحضيرات تم إنجازها في أقل من أسبوع، وكذلك قامت ببناء منظومة الاتصال المرئي الآمن لعدد من الجهات الحكومية لعقد اجتماعاتها عن بُعد، كما دمجت ووحدت أكثر من 80 مجموعة بيانات حكومية.[6]
- في نوفمبر 2022 م، حصدت الهيئة على جائزة أفضل مشروع تقني لعام 2022م عن بنك البيانات الوطني، وجائزة أفضل مشروع مجتمعي لعام 2022م عن معسكرات سدايا T5.[7]
- في مارس 2023م، نالت الهيئة ممثلة في مركز البيانات التابع لمركز المعلومات الوطني، شهادة الجاهزية والاعتماد الدولي Tier III من معهد (UPTIME).[8]
- في يوليو 2024م، نالت الهيئة على شهادة الآيزو "ISO 27001:2022" لالتزامها بتطبيق المعايير بحماية البيانات وأمن المعلومات في الشبكة السعودية الخاصة للتكامل الحكومي "SPINE".[9]

## المشاريع

### منصة استشراف
مشروع منصة استشراف لتحليل البيانات الضخمة، وبنك البيانات الوطني لدمج بيانات الجهات الحكومية والخاصة في مستودع مركزي، ومركز التعرف المتقدم الذي يتيح التعرف والتحقق من هوية الأشخاص من خلال تقنيات متقدمة.

### اقتصاد المستقبل
في عام 2021م أطلقت الهيئة برنامج البيانات اقتصاد المستقبل؛ بهدف تعزيز وتمكين القدرات الوطنية في مكاتب البيانات بالجهات الحكومية، وذلك في إطار الجهود التي تبذلها الهيئة للإرتقاء بالمملكة إلى الريادة العالمية في مجال إدارة البيانات الوطنية وحوكمتها وحماية البيانات الشخصية، وإطلاق القيمة الكامنة باعتبارها ثروة وطنية قيّمة.
وسيمّكن البرنامج من إكساب المختصين عدداً من المهارات، أبرزها القدرة على إدارة فريق مكتب البيانات، ومواءمة سياسات حوكمة البيانات الوطنية بسياساتها، وبدء العمل على ضوابط ومواصفات إدارة البيانات وحوكمتها وحماية البيانات الشخصية، بالإضافة إلى العمل على تنفيذ سياسات حوكمة البيانات الوطنية ومعايير إدارة البيانات الوطنية، ومعرفة مفاهيم إدارة البيانات وحوكمتها وحماية البيانات الشخصية وآلية تنفيذها.

### القطاع الصحي
في عام 2021م وقّعت (سدايا) مذكرة تعاون مشترك في مجال القطاع الصحي، ممثلة بذراعها الإبتكاري المركز الوطني للذكاء الاصطناعي وشركة (إيكيوفيا)، لإستكشاف الفرص ذات الإهتمام المشترك، ودعم الإبتكار في مجال البيانات الصحية في المملكة، بحضور معالي الدكتور عبد الله بن شرف الغامدي، ورئيس شركة (إيكيوفيا) في أوروبا والشرق الأوسط وأفريقيا وجنوب آسيا أليستير جرنفل، ونائب الرئيس الأول والمدير العام للشركة في أفريقيا والشرق الأوسط وجنوب آسيا أميت سادانا.
ووقّع الإتفاقية من جانب سدايا المشرف على أعمال المركز الوطني للذكاء الاصطناعي الدكتور ماجد بن محمد التويجري، فيما وقّعها من جانب شركة (إيكيوفيا) المدير العام للشركة في المملكة ومصر محمد مصطفى البدوي.

### منصة ديم
منصة حوسبة سحابية حكومية سعودية، أطلقتها الهيئة السعودية للبيانات والذكاء الاصطناعي ممثلة بمركز المعلومات الوطني في مارس 2020، وتعد السحابة الأكبر من نوعها في منطقة الشرق الأوسط.

### أكاديمية سدايا
هي إحدى مبادرات الهيئة السعودية للبيانات والذكاء الاصطناعي التي تستهدف دعم وتطوير الكفاءات الوطنية العاملة في القطاعين الحكومي والخاص عن طريق قيادة العديد من البرامج والأنشطة الواعدة والمتنوعة بالتعاون مع الجهات المحلية والعالمية الرائدة في مجالي البيانات والذكاء الاصطناعي لبناء القدرات والكفاءات المناسبة لسوق العمل.
تهدف الأكاديمية إلى:
- بناء وتأهيل وتمكين القدرات الوطنية في مجالات البيانات والذكاء الإصطناعي والأساسيات الممكّنة لها.
- إعداد وتنفيذ برامج ومبادرات تطوير المهارات ضمن الإستراتيجية الوطنية للبيانات والذكاء الإصطناعي.
- تعزيز الشراكات مع الجهات الأكاديمية والجامعات داخل وخارج المملكة في مجال التدريب وتطوير البرامج والمبادرات المتخصصة في بناء القدرات الوطنية.
- تلبية الإحتياجات من المهارات في المجالات المستهدفة وتمكين الجهات والشركاء لتعزيز وتكامل تلك المبادرات والبرامج.

### شركة البحر الأحمر للتطوير
في عام 2022م وقعت الهيئة مع شركة البحر الأحمر للتطوير؛ مذكرة تفاهم، بهدف تعزيز التعاون في مجال البيانات والذكاء الاصطناعي، وتحقيق الريادة في التكنولوجيا الذكية.

### برنامج Elevate
يعد البرنامج الأول من نوعه على مستوى العالم، ويستهدف تدريب 1000 امرأة يمثلنَ 28 دولة، لتدريبهن في مجالات البيانات والذكاء الاصطناعي، ويستمر حتى 30 أغسطس 2023م.

### تطبيق علّام
هو تطبيق تم إطلاقه في مايو 2023م، وهو أول تطبيق محادثة في المملكة العربية السعودية يقوم بمحادثة المستخدمين والرد على استفساراتهم باللغة العربية الفصحى والعامية وصياغة الملخصات والاقتراحات في الكثير من الموضوعات المختلفة، بصفتها خطوة أولى تستهدف فيها "سدايا" الوصول إلى بناء نموذج لغوي توليدي سعودي.

### برنامج غاية
برنامج مسرعة الذكاء الاصطناعي التوليدي "غاية GAIA "، هو برنامج تم إطلاقه في يوليو 2023م؛ بالتعاون مع البرنامج الوطني لتنمية تقنية المعلومات "NTDP" وشركة "New Native"، ويسعى البرنامج إلى تعزيز مكانة المملكة العلمية وجعلها في مقدمة الدول الممكنة لمجال الذكاء الاصطناعي، مستهدفًا روَّاد الأعمال ومؤسسي الشركات الناشئة التقنية، ومدته 10 أسابيع وسيتم خلالها العمل على تهيئة 15 شركة ناشئة والاستثمار فيها خلال مدة البرنامج.

## الجوائز
- جائزة المنتدى السعودي للإعلام (مسار الابتكار في الاتصال المؤسسي) عام 2024م.[21][22]
- جائزة مجمع الملك سلمان العالمي للغة العربية (فرع حوسبة اللغة العربية/ المؤسسات) عام 2024م.[23]

## روابط خارجية
- الموقع الرسمي للهيئة